# 樺島村 (長崎県西彼杵郡)
樺島村（かばしまむら）は、長崎県南部の長崎半島南部沖に浮かぶ樺島にあった村。西彼杵郡に属した。1955年（昭和30年）に長崎半島南部に位置する野母村、脇岬村及び高浜村の一部と合併し、野母崎町となった。
現在の長崎市野母崎地区の南部、野母崎樺島町にあたる。

## 地理
野母半島（長崎半島）の南部沖合、天草灘及び橘湾に浮かぶ樺島の全域を村域とする。
- 山：行者山、天狗山、太子山
- 港湾：樺島漁港
- 海域：樺島水道

## 沿革
- 1889年（明治22年）4月1日 - 町村制施行により、西彼杵郡樺島村が単独村制にて発足。
- 1955年（昭和30年）2月11日 - 野母村、脇岬村及び高浜村の一部（本村名・黒浜名・以下宿名・南越名）[2]、と合併し町制施行。野母崎町が発足し、樺島村は自治体として消滅。

## 地名
樺島村では他の西彼杵郡各自治体で見られる郷や名の行政区（地名）を設置していない。また、1889年の町村制施行時に合併を行っていないため、大字も存在しない。このため「樺島村○○番地」のように村名の次に地番を表示する住所表記となる。

## 名所・旧跡
- 樺島のオオウナギ生息地[4]